# TV JOJ
Pour les articles homonymes, voir JOJ.
TV JOJ  est une chaîne de télévision généraliste privée slovaque, créée le 2 mars 2002.

## Historique
TV JOJ exploite également depuis le 5 octobre 2008 une deuxième chaîne appelée Plus (sk). En mars 2013, TV JOJ a annoncé l'introduction d'une troisième chaîne, qui sera appelée TV WAU (sk) et se concentrera en particulier vers les jeunes femmes, la diffusion a commencé le 15 avril 2013,.

## Programmes
TV JOJ propose une programmation familiale où elle diffuse également de nombreux films étrangers en version originale sous-titrée et retransmet les grands événements sportifs comme les Jeux olympiques, la Coupe du monde de football ou les championnats d'Europe de football,.